# Хамон Серрано
Хамон Серрано (ісп. jamon serrano) — сиров'ялений окіст з охолодженого м'яса білої свині. Засолене, висушене, а потім пров'ялене протягом мінімум 14 місяців в природних умовах м'ясо набуває ні з чим не порівнюваний смак і аромат. Хамон Серрано багатий ненасиченими жирними кислотами, вітамінами А та Е, мінералами та мікроелементами. Більш того, продукт відноситься до низькокалорійних: в 100 г міститься всього 160 ккал. Може вживатися з будь-якими стравами. Назва перекладається як «гірський хамон».

## Історія
Хамон вже давно є частиною іспанської культури. Історія його виготовлення налічує століття. Свіжосолений хамон висів у горах, де він набував своєї унікальної текстури та смаку від прохолодного гірського повітря.

## Виробничий процес
1. Соління: Ноги свині ретельно натирають сіллю і залишають в холодному місці на декілька тижнів.
2. Миття: Після соління м'ясо миється для видалення зайвої солі.
3. Висихання: Ноги висять у провітрюваному приміщенні декілька місяців.
4. В'ялення: Після висихання м'ясо дозріває ще кілька місяців у спеціальних умовах, набуваючи свого характерного смаку.

### Вживання в кулінарії
Хамон Серрано часто подається як закуска, нарізаючи тонкими шматочками. Він може входити до складу багатьох традиційних іспанських страв, таких як тапас, а також комбінується з фруктами, наприклад, динею або фігами.

### Зберігання
Хамон Серрано слід зберігати в прохолодному та добре провітрюваному місці, подалі від прямих сонячних променів. Відрізані шматочки зберігаються в холодильнику.

### Відмінності від інших видів хамону
Іспанія славиться різноманітністю своїх в'ялених м'ясних продуктів. На відміну від хамон серрано, існує також хамон іберіко, який виготовляється з особливої породи свиней і має більш вишуканий смак.